# Wouwenberg

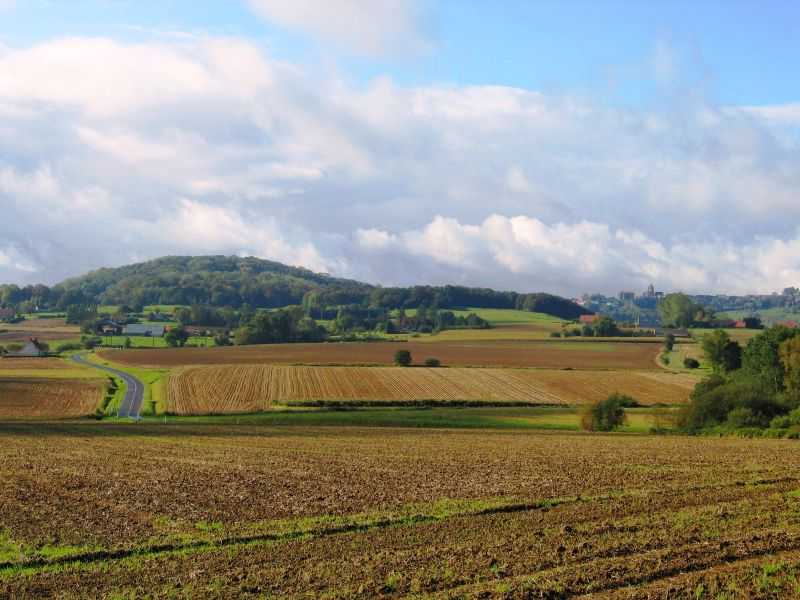
Wouwenberg

De Wouwenberg (Frans-Vlaams: Wuuwenberg; Frans: Mont des Récollets) is een getuigenheuvel in de Franse Westhoek, in het Franse Noorderdepartement. De heuvel ligt vlak bij de Kasselberg en heeft een hoogte van 161 meter (bron: DSMP). De naam is afgeleid van het weduwen- en wezenhuis dat op de heuvel gevestigd was ten tijde van Napoleon; "wouw" staat in de streektaal voor weduwe. De Franse naam is afkomstig van het klooster van de Recolletten dat op de heuvel was gevestigd in de 18e eeuw.
De Wouwenberg is een onderdeel van de zogenaamde centrale heuvelkam in het Heuvelland, deze bestaat daarnaast uit de Watenberg, Kasselberg, Katsberg, Boeschepeberg, Kokereelberg, Zwarteberg, Vidaigneberg, Baneberg, Rodeberg, Sulferberg, Goeberg, Scherpenberg, Monteberg, Kemmelberg en Letteberg. Ten zuiden van deze heuvelkam bevindt zich het stroomgebied van de Leie, ten noorden van deze heuvelkam het stroomgebied van de IJzer.

## Wielrennen
De helling is meermaals opgenomen in de wielerklassieker Gent-Wevelgem. De weg is aangelegd in asfalt. In 1957 werd ze in Gent-Wevelgem 1 maal beklommen, in de periode 1993-1995 2 maal. Daarna is ze niet meer opgenomen.
Ze wordt ook opgenomen in de Vierdaagse van Duinkerke.
In de eerste etappe van de Ronde van Frankrijk in 2025 werd ze afgedaald na de beklimming van de Kasselberg.